# Stenodictyon
Stenodictyon là một chi rêu trong họ Hookeriaceae.